# Abdou Hamani
Abdou Hamani (* 22. November 1942 in Niamey) ist ein nigrischer Sprachwissenschaftler und Politiker.

## Leben
Abdou Hamani besuchte mit einem Stipendium die University of California, Los Angeles, an der er 1968 einen Bachelor-Abschluss mit Englisch-Unterricht als Hauptfach machte. 1969 erwarb er an der University of Leeds den Titel Master of Arts. Hamani arbeitete von 1969 bis 1970 als Forschungsassistent am Institut National de Documentation, de Recherches et d’Animation Pédagogiques (INDRAP) in Niamey. Er promovierte 1972 an der Universität Paris VII mit einer Arbeit über ein neues Modell für den Englisch-Unterricht in Niger.
Ab 1974 war er, zunächst als Assistenzprofessor, an der Universität Niamey tätig. Hamani spezialisierte sich als Linguist auf die Sprachen Nigers. An der Universität Niamey wirkte er von 1976 bis 1982 als Dekan der Fakultät für Humanwissenschaft. Er habilitierte sich 1982 an der Universität Paris VII mit einer Schrift über die Grammatik des Zarma. Abdou Hamani wurde im selben Jahr als Nachfolger von Abdou Moumouni Rektor der Universität Niamey. In diesem Amt löste ihn 1988 Hamidou Arouna Sidikou ab. Hamani war von 1994 bis 1995 in der Regierung von Premierminister Souley Abdoulaye Minister für Kommunikation, Kultur, Jugend und Sport sowie Regierungssprecher. Danach kehrte er als Professor für Sprachwissenschaft an die Universität Niamey zurück.
Abdou Hamani ist verheiratet und hat ein Kind.

## Schriften
- L’enseignement de l’anglais au Niger. Nécessité et urgence d’un nouveau modèle. Thèse de 3e cycle. Université Paris VII, 1972.
- Note sur la derivation en Zarma. In: Études linguistiques. Revue du Département de Linguistique de l’Université de Niamey. Vol. 1, Nr. 1, 1979, S. 37–49.
- Caractérisation du système verbal zarma. In: Itinérances ... en pays Peul et ailleurs. Mélanges réunis par les chercheurs de l’ERA 246 du CNRS à la mémoire de Pierre Francis Lacroix. Vol. 1: Langues. Société des Africanistes, Paris 1981, S. 257–278.
- De l’oralité à l’écriture. Le zarma s’écrit aussi. INDRAP, Niamey 1982.
- La structure grammaticale du zarma. Essai de systématisation. Thèse. Université Paris VII, 1982.
- Sarrusey ce-diraw sanniizey = Vocabulaire administratif zarma-français. Université de Niamey, Faculté des Lettres et Sciences Humaines, Département de Linguistique, Niamey 1984.
- Le français et les langues nationales au Niger. Relations inter-linguistiques et dynamique sociale. African Studies Center, Boston 1988.
- Les femmes et la politique au Niger. L’Harmattan, Paris 2001, ISBN 2-7475-0757-2.